# Stazione di Firenze Porta al Prato
La stazione di Firenze Porta al Prato era una fermata ferroviaria ad accesso di testa di Firenze, dotata di un marciapiede centrale di tipo metropolitano. Senza traffico ferroviario dal settembre 2022 e soppressa nel febbraio 2024, la gestione della circolazione ricadeva nell'ambito del Posto di Movimento di Firenze Cascine della ferrovia Leopolda da cui nasceva la diramazione di collegamento.

## Storia
È stata aperta da Rete Ferroviaria Italiana l'8 dicembre 2008, utilizzando due binari della storica stazione Leopolda.
Inizialmente era previsto che il servizio ferroviario di Trenitalia collegante la fermata con quella di Empoli entrasse in vigore il 14 dicembre 2008. A causa di un ritardo dovuto al mancato adeguamento delle risorse finanziarie, rimediato successivamente con reperimento dei fondi da parte della Regione Toscana, l'attivazione di questo servizio è stata spostata al 1º febbraio 2009.
Dal 12 settembre 2022 il servizio ferroviario è stato soppresso e il capolinea dei treni che prima raggiungevano Firenze Porta al Prato è stato spostato alla più periferica stazione di Firenze Castello. La modifica è dovuta alla riqualificazione dell'area, che comporterà la dismissione della fermata e la costruzione della linea tranviaria che sostituirà interamente il tratto ferroviario tra Cascine e Porta al Prato. Formalmente l'impianto rimane attivo per il gestore dell'infrastruttura.

## Strutture e impianti

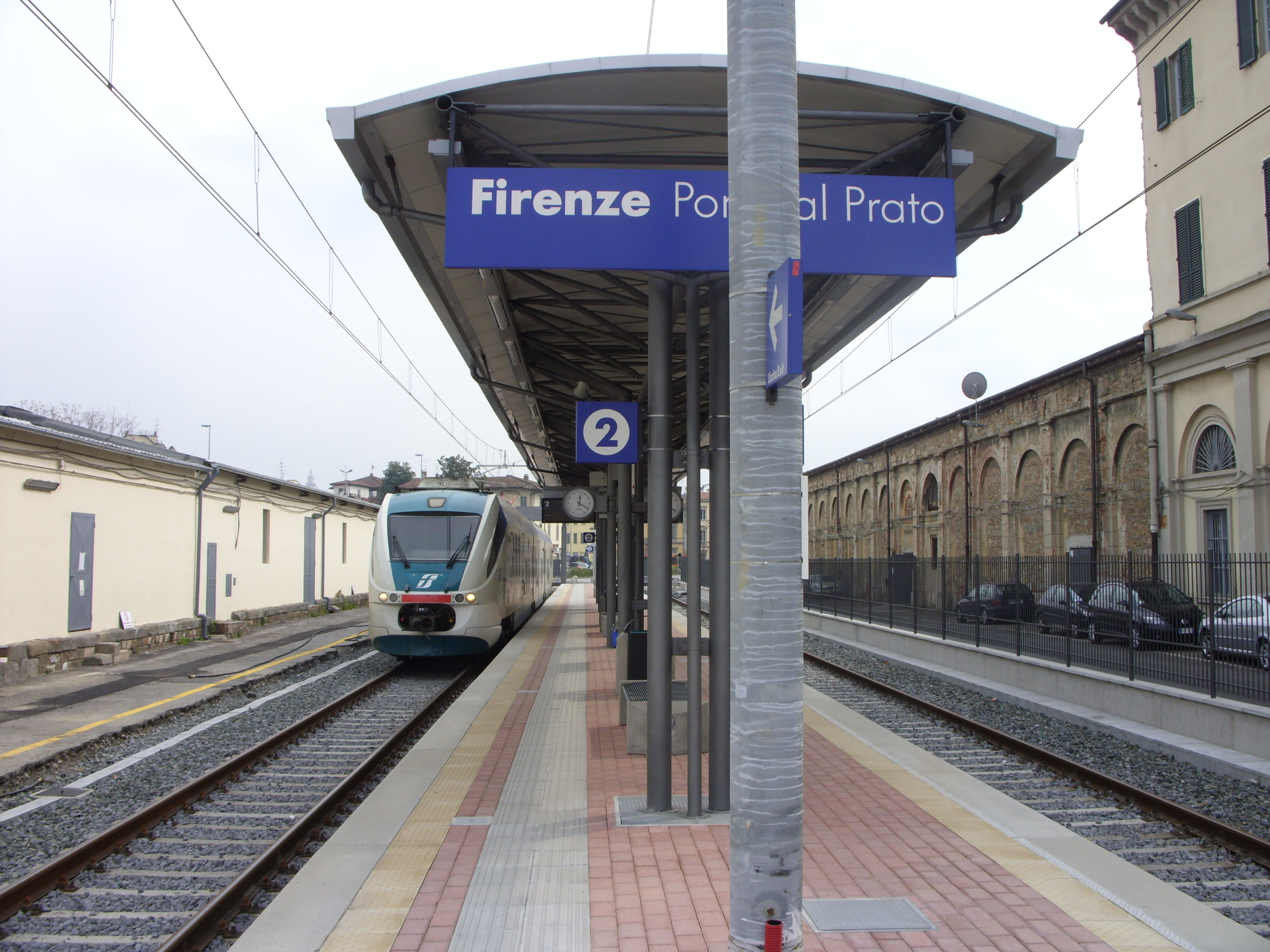
Veduta della pensilina

La fermata era una fermata in superficie, di testa, composta da una banchina con due binari che ospitavano i treni in sosta.

### Ubicazione
La fermata di Firenze Porta al Prato, che prende il nome dell'omonima Porta al Prato, è posta di fianco alla Stazione Leopolda, utilizzata come sede di iniziative pubbliche, incontri, esposizioni e congressi. Di fronte alla stazione passa la linea 1 della rete tranviaria di Firenze.
Oltre a essere vicina al più grande parco pubblico di Firenze, il Parco delle Cascine (che è a fianco della stazione Leopolda), la fermata si trova in prossimità del Parco della musica e della cultura, grande struttura dedicata alla musica e all'opera lirica e nuova sede del Maggio Musicale Fiorentino.

## Movimento
Dal 12 settembre 2022 la stazione non è più servita da collegamenti ferroviari, per consentire i lavori di riqualificazione edilizia dell'area e della realizzazione della futura linea 4 della rete tranviaria di Firenze, che collegherà le Piagge a Porta al Prato utilizzando lo stesso tracciato.
Fino a quella data, la fermata era servita da alcuni treni regionali per Empoli, che effettuavano il servizio metropolitano Empoli-Firenze Porta al Prato, con una media di 217 viaggiatori al giorno nel 2018. A seguito della soppressione della fermata, tali servizi metropolitani si attestano invece presso la fermata periferica di Firenze Castello; tuttavia, a causa di uno svio nel maggio 2023, tali servizi risultano soppressi. 
In precedenza, fu fermata di partenze dei cosiddetti treni bianchi organizzati dall'Unitalsi Toscana, dall'anno 1982, per concreto sostegno allo spostamento da parte di Giorgio Leonini dell'ufficio movimento FS regionale fiorentino, fino ad allora avvenute  dalla stazione di Santa Maria Novella.

## Servizi
La fermata disponeva di:
- Biglietteria a sportello